# Deborah Carthy-Deu
Deborah Carthy-Deu là một hoa hậu đến từ đất nước Puerto Rico. Năm 1985, cô đại diện cho đất nước mình tham dự và đăng quang tại cuộc thi Hoa hậu Hoàn vũ 1985, trở thành người phụ nữ thứ hai của đất nước Puerto Rico đoạt danh hiệu Hoa hậu Hoàn vũ.